# Wolfgang Loitzl
Wolfgang Loitzl (Bad Ischl, 1980. január 13. –) osztrák olimpiai és világbajnok síugró.
Első alkalommal 1997. január 6-án indult világkupán Bischofshofenben. Az északi sí-világbajnokságokon egyéniben egy aranyérmet, - 2009, Liberec középsánc - az osztrák csapattal öt aranyérmet - 2001, Lahti, középsánc; 2005, Oberstdorf, nagy- és középsánc; 2007, Szapporo, nagysánc; 2009, Liberec nagysánc - és egy bronzérmet - 2001, Lahti nagysánc - szerzett. Egyéni legnagyobb ugrása 211,5 méter, amit a planicai sáncról ugrott.
Első világkupa győzelmét 2009. január 1. napján aratta Garmisch-Partenkirchenben a hagyományos négysánc-verseny második állomásán. A második sorozatban egészen kivételes, valamennyi pontozó által a maximális 20.0 pontra értékelt ugrást mutatott be. Loitzl ezt követően megnyerte a sorozat következő két versenyét - Innsbruckban, illetve Bischofshofenben - és ezzel természetesen magát a négysánc-versenyt is. A 2008/09-es világkupán a harmadik helyet szerezte meg.
Loiztl nős, feleségével és két fiával Bad Mittendorfban él.

## Győzelmei avilágkupán
| Dátum            | Helyszín               | Ország        | Kategória |
| ---------------- | ---------------------- | ------------- | --------- |
| 2009. január 1.  | Garmisch-Partenkirchen | Németország   | nagysánc  |
| 2009. január 4.  | Innsbruck              | Ausztria      | nagysánc  |
| 2009. január 6.  | Bischofshofen          | Ausztria      | nagysánc  |
| 2009. január 16. | Zakopane               | Lengyelország | nagysánc  |